# Флаг Сясьстройского городского поселения
Флаг муниципального образования «Сясьстро́йское городское поселение» Волховского муниципального района Ленинградской области Российской Федерации — опознавательно-правовой знак, служащий официальным символом муниципального образования и служит знаком единства его населения
Флаг утверждён 5 июля 2007 года и внесён в Государственный геральдический регистр Российской Федерации с присвоением регистрационного номера 3494.

## Описание
«Флаг муниципального образования „Сясьстройское городское поселение“ Волховского муниципального района Ленинградской области представляет собой прямоугольное полотнище с отношением ширины флага к длине — 2:3, воспроизводящее композицию герба муниципального образования „Сясьстройское городское поселение“ Волховского муниципального района Ленинградской области в синем, белом и жёлтом цветах».
Геральдическое описание герба гласит: «В лазоревом (синем, голубом) поле серебряный свиток, слева развёрнутый, вверху подобно одной высокой волне, по которому плывёт смещённый влево золотой трёхмачтовый линейный корабль эпохи Петра I на всех парусах, с золотым флюгером на фок-мачте, золотым флагом на корме, носовой частью заходящей и плывущей за свиток, сопровождаемый справа поверх всего рыбой (форель) головой вниз в столб, положенной дугообразно, переменяющей свой цвет с серебра на лазурь».

## Обоснование символики
Флаг составлен на основании герба муниципального образования «Сясьстройское городское поселение», в соответствии с традициями и правилами вексиллологии и отражает исторические, культурные, социально-экономические, национальные и иные местные традиции.
Золотой трёхмачтовый парусный корабль символизирует знаменитую Сясьскую судоверфь. 22 января (2 февраля) 1702 года, Пётр I специальным указом велел Ивану Юрьевичу Татищеву срочно ехать на реки Сясь и Пашу, чтобы выбрать место: «где те корабли на берегах делать к спуску на воду ближе», для чего «те мелкие места осмотреть и измерять в аршинах, и тутошних жителей допросить, в тех местах весною в полую воду также и летом вода сколь велика бывает…». Выполнив поручение царя, Татищев обследовал устья рек, впадающих в Ладожское озеро, и 14 февраля 1702 года сообщил Петру I, что его выбор пал на устье реки Сясь.
Как государственное предприятие Сясьская судоверфь действовала до 1706 года. По указанию Петра I главное корабельное строительство прочно утвердилось в Лодейном Поле, а с началом создания Санкт-Петербургского Адмиралтейства все лучшие кадры с Сясьского устья Иван Татищев перебросил туда.
Но, несмотря на короткий срок своего существования, верфь в устье реки Сясь вошла в историю отечественного кораблестроения как первая в бассейне Ладожского озера, с которой сошли первые корабли Балтийского флота России фрегаты «Михаил Архангел» и «Иван город».
Белый лист бумаги — символ Сясьского целлюлозно-бумажного комбината — первенца советской целлюлозно-бумажной промышленности, который и сегодня является градообразующим предприятием.
Рыба переменных цветов символизирует историческую роль рыболовства в жизни местного населения и тесную историческую связь местного хозяйства с Ладогой.
Синий цвет (лазурь) — цвет знания, истины, символизирует честность, верность, безупречность, реку Сясь, а также побережье Ладожского озера.
Жёлтый цвет (золото) символизирует постоянство, справедливость, добродетель, верность.
Белый цвет (серебро) — чистота помыслов, мир, правдивость, откровенность, благородство, надежда.